# Zhong Zhong et Hua Hua
Zhong Zhong et Hua Hua sont deux macaques crabier (Macaca fascicularis) clonés par une équipe de chercheurs chinois. Ce sont les premiers primates clonés. Ils ont été clonés avec la même technique que celle utilisée pour cloner la brebis Dolly,.